# 존 버닝햄
존 버닝햄(영어: John Burningham, 1936년 4월 27일 ~ 2019년 1월 4일)은 1936년 영국에서 태어났다. 어린 시절부터 학교 친구들하고 어울리지 않고 무심한 얼굴로 자기 혼자만의 세계에 빠져 있는 아이였고, 청년 시절에는 병역을 기피하면서까지 세상의 소란으로부터 완강히 자신을 지키는 좀 독특한 성향의 사람이었다. 초등학교는 관습을 거스르는 것을 받아들이기로 유명한 대안학교 서머힐 스쿨을 다녔고, 미술 공부는 런던의 센트럴 아트스쿨에서 했다. 첫 번째 그림책 [깃털 없는 거위, 보르카]가 1963년 케이트 그린어웨이 상을 받음으로써 일약 어린이 그림책 세계에서 주목을 받게 되었다. 그 후 1970년에 [검피 아저씨의 뱃놀이]로 케이트 그린어웨이 상을 또 한 번 받았다. 단순한 그림과 간결한 말로 그림책을 구성하며, 자유로운 놀이의 세계를 꿈꾸는 이야기를 그려 내 많은 어린이들로부터 사랑을 받고 있다. 브라이언 와일드스미스, 찰스 키핑과 더불어 영국 3대 일러스트레이터의 한 사람으로 손꼽히고 있다.

## 작가 소개

### 성장 배경
브라이언 와일드 스미스, 찰스 키핑과 더블어서 영국의 3대 일러스트레이터이자 동화작가의 한 사람으로 꼽히고 있는 존 버닝햄은 1937년 영국 태생으로 어린시절부터 학교에 데려다 놓아도 친구들하고 어울리지 않고 무심한 얼굴로 자기 혼자만의 세계에 빠져 있는 아이였고, 청년 시절에는 병역을 기피하면서까지 세상의 소란으로부터 완강히 자신을 지키는 좀 독특한 성향을 가진 인물 이었다. 존버닝햄의 초등학교는 관습을 거스르는 것을 정상적으로 받아들이기로 유명한 닐섬머힐 학교를 다녔다.
1954년 표구일, 슬림가, 청소, 산림보호, 학교짓기 등을 하며 2년간 보냈고 이때 이태리, 유고슬라비아와 이스라엘 지역을 여행했다. 1956년 버닝햄은 central School of Art에서 공부를 시작해 59년에 학위를 취득 하였다.
1964년 유명한 아동 문학 작가로 활동하던 헬렌 옥슨베리와 결혼하고, 같은해에 첫 번째 그림동화인 <털 없는 기러기 보르카>로 케이트 그린어웨이 상을 받았으며, 1970년 <검피 아저씨의 뱃놀이>로 같은 상을 한 번 더 받았다.

### 작가의 평가 및 특징
흔히 알려진 바대로 존 버닝햄의 스타일은 '간결하고도 쉬운 글, 쉽고 반복적인 어휘의 사용, 그리고 마치 어린이가 그린 그림처럼 의도적으로 결핍된 부분을 특징으로 하고 있다. 그런데 이런 모든 형식적 특성은 그가 보여 주고자하는 동화의 내용에 의해 구성된다. 동화 내용적으로 버닝햄의 그림책에는 교육을 하려는 의도가 전혀 없다. 단지 어린아이들이 상황에 따라 지닐 수 있는 아이들의 심정만이 가득 나타난다. 강요하지 않고 이끌려 하지도 않고 있다. 어린아이의 마음을 그대로 인정하고 그에게 자유로운 표현을 하도록 가만히 놓아두고 있다. 이런 동화 내용적인 특성은 일러스트레이션의 특성으로 구현된다. '캐리커쳐 풍과 회화적인 자유로로움으로 일관'되어 있다는 평가이다.

## 작품 소개

### 작품 세계
존 버닝햄 작품 세계의 특징은 먼저 이야기 주제에서 벗어나지 않고 순수한 아이의 마음으로 작가의 내면 세계의 리얼리티를 그려내고 있다. 주인공이 원하는 것이 무엇인지 강요하지 않으면서 또 독자에게 주인공이 무엇을 원하는지 알 수 있도록 자연스럽게 그려낸다.
그의 작품에서 권위적인 교육 풍토에 대한 비판을 통해 자유로운 교육 환경을 원하고, 차별이 없는 사회를 원하고, 인간의 환경 파괴로부터 동물을 보호하고 싶고, 무심한 부모로부터 관심과 사랑을 원하고, 영원한 친구와의 우정을 원하고, 삶과 죽음의 경계를 넘는 사랑을 그린다.
주인공의 메시지 전달은 독특한 상상력으로 표현한다. 갑자기 출연한 고릴라가 선생님을 천장에 메달고, 기차에 멸종되는 동물들을 모두 태워주는 등, 작품에서 표현된 상상력은 파격적이지만 유쾌하고 통쾌하여 독자에게 명확한 주제를 전해준다.
버닝햄의 그림책은 눈에 보이는 현상만이 참된 현실은 아니라는 자유로움과 상상을 모티브로 하여 아동들에게 다양한 환상 세계를 선사하고, 동시에 미완성된 구조와 모호한 결말을 남겨 독자 스스로 능동적인 참여자가 되도록 하는 독특한 형식을 취하고 있다.
그림책 속에서 보이는 버닝햄의 아동관은 현실세계에서는 태연자약하고 무표정하며 나약하다. 하지만 상상 세계에서는 무한한 능력을 지닌 존재로 묘사된다. 이것은 환상세계로의 여행은 아동들로 하여금 진정한 배움을 이끈다는 작가의 생각을 반영한 것이다.

### 작품의 특징
존 버닝햄의 작품의 기법은 솔직하고 순박하다. 그림책에 등장하는 인간과 동물들은 아동들이 마구 그려놓은 그림과 닮아 있다. 표현된 선은 끊어질듯 하면서도 연결되어 있어 전체적으로 막히거나 완벽하게 잘 그려진 그림 느낌보다는 서툴고 자유분방한 느낌을 준다. 선은 자유롭고 색칠은 하다 만 것처럼 어설프다. 그림에 여백을 두고 완전히 칠하지 않음으로서 마치 완전한 문장이 아니어서 생략된 것들에 대해 자연스럽게 생각해 보게하는 글처럼 여운을 남긴다. 도회적이고 세련된 느낌보다는 꿈속에서 어렴풋하게 보았을 것 같은 친근하면서 편안하고 자유로운 인상을 준다.
버닝햄은 작품마다 기법이 달라 지는데, 꼴라쥬 기법, 아크릴, 크레용, 파스텔, 펜, 분필 등의 혼합 재료를 적절히 이용하여 장난스러우면서도 멋스럽게 표현을 하고 있다. 무엇 보다도 버닝햄의 독특한 개성은 이야기 전개에 있어 페이지의 대를 적절히 이용하고 있다는 것이다. 한 쪽 지면에는 현실의 세계가 다른 한쪽 지면에는 환상의 세계를 펼쳐 놓는다. 즉 어른과 함께 하는 세계와 아동의 세계를 동시에 펼친 면으로 보여줌으로서 두 세계가 함께 공존할 수 있다는 것을 보여준다. 대비의 효과를 위해 순간의 표현과 자연스런 상황은 초벌 스케치를 그대로 살려두고 다른 한쪽 지면의 그림은 화려한 색감을 살려 배치한다. 두 가지의 입장의 그림을 한 화면에 펼쳐 보여줌으로써 두 실체의 존재와 동시성을 반영해주는 효과를 갖는다.

### 작품
- 1995년 《지각대장 존》박상희 역, 비룡소
- 1995년 《야 우리 기차에서 내려》박상희 역, 비룡소
- 1996년 《검피 아저씨의 뱃놀이》이주령 역, 시공주니어
- 1997년 《크리스마스 선물》이주령 역, 시공주니어
- 2001년 《깃털없는 기러기 보르카》이진수 역, 비룡소
- 2010년 《동생이 태어날꺼야》헨렌 옥슨버리 그림, 홍연미 역, 웅진주니어
- 1995년 《우리 할아버지》박상희 역, 비룡소
- 2013년 《검피아저씨의 드라이브》이상희 그림, 비룡소
- 2008년 《구름나라》고승희 역, 비룡소
- 1996년 《장바구니》김원석 역, 보림
- 1996년 《알도》이주령 역, 시공주니어
- 그 외

### 주요 작품들의 특징
- 《지각대장 존》아이들의 눈과 입으로 어른들을 풍자하며 통쾌한 반전의 효과를 살려내고 있다. 그림 역시 단순하지만 상상의 세계와 현실세계가 아이에게는 어떻게 받아들여지는지 잘 나타내고 있다.
- 《장바구니》스티븐이 심부름을 하기 위해 장바구니를 들고 가게까지 갔다 오는 동안 일어나는 사건들을 내용으로 하고 있다. 여러 동물들을 만나고 용기와 지혜로 동물들을 물리치는 이야기와 한쪽 면에 심부름으로 산 선물들이 그려져 있고 스티븐이 그것 중에 하나를 이용할 때마다 물건이 사라지는 구성이 리듬감을 준다.
- 《검피 아저씨의 뱃놀이》옆집 아저씨랑 함께 신나게 뱃놀이를 떠나는 동네 꼬마들 이야기. 갓말을 배운 어린이의 말투처럼 짧고 어눌하게 쓰여 있는 문장이 어린이에게 친숙함을 느끼게 해주고 다양한 표현기법으로 여러 가지 동물의 특징을 잘 포착하고 있다.
- 《구름나라》파란 하늘에 하얀 구름이 있는 아름다운 작품이다. 존 버닝햄 특유의 단순하짐나 개성 있는 그림이 청명한 가을 하늘 위에서 사실감을 더하고 있다. 높은 산에 올라간 앨버트가 벼랑에서 떨어지지만 구름나라 아이들에 의해 구출되어 재미있게 지낸다. 하지만 곧 부모님이 그리워 구름나라 아이들의 도움으로 돌아온 다는 이야기이다.
- 《알도》주인공인 여자애는 혼자 보내는 시간이 많다. TV도 보고 장난감도 가지고 놀지만 늘 외롭고 쓸쓸하다. 하지만. 아이의 옆에는 항상 토끼 인형 알도가 있다. 외로운 아이의 내면과 판타지의 세계가 잘 어우러진 작품이다.
- 《검피 아저씨의 드라이브》검피 아저씨의 뱃놀이와 짝이 되는 책. 꼬마들이 이번엔 동네 아저씨 자동차에 올라타 신나게 드라이브를 떠난다. 도중에 차가 고장이 나고 야단법석이 벌어지지만, 모두들 안전하고 즐거운 내 집으로 돌아간다. 반복적인 문장으로 리듬감을 느낄 수 있다.

## 수상 경력
- 1963년 케이트 그린어웨이상
- 1970년 케이트 그린어웨이상